# Wellington Coco
Wellington William Coco (Foz do Iguaçu, 20 gennaio 1988) è un giocatore di calcio a 5 brasiliano naturalizzato italiano.

## Carriera

### Club
Giunto in Italia nel 2005, Coco ha militato per tre stagioni nella Thyssenkrupp Terni con la quale ha conquistato tre Coppe Italia Under 21 e due campionati nazionali under 18. Dall'agosto del 2008 si è trasferito alla Marca in cui è rimasto sino al dicembre 2011 per poi fare ritorno in Brasile. Dopo un anno e mezzo trascorso in patria, nell'estate 2013 ritenta l'avventura italiana accasandosi al Kaos.

### Nazionale
In possesso della doppia cittadinanza in virtù di un bisnonno nato a Bassano del Grappa, nel 2008 Coco ha disputato, con la nazionale italiana under 21, il campionato europeo di categoria, chiuso dagli azzurrini al secondo posto. Il 15 giugno 2009 ha debuttato nella nazionale maggiore durante l'incontro amichevole disputato contro la Serbia pareggiato per 1-1; il giorno seguente viene schierato anche nel secondo test contro i serbi, in quella che rimane la sua ultima gara con gli azzurri.

## Palmarès

### Club

#### Competizioni giovanili
- Coppa Italia Under-21: 3
CLT Terni: 2005-06, 2006-07 e 2007-08

#### Competizioni nazionali
- Campionato italiano: 3
Marca: 2010-11
Luparense: 2016-17
A&S: 2017-18
- Coppa Italia: 3
Marca: 2009-10
A&S: 2017-18, 2018-19
- Supercoppa italiana: 3
Marca: 2010, 2011
A&S: 2018